# Bossonnens Challenger 1991
Il Bossonnens Challenger 1991 è stato un torneo di tennis facente parte della categoria ATP Challenger Series nell'ambito dell'ATP Challenger Series 1991. Il torneo si è giocato a Bossonnens in Svizzera dal 25 novembre al 1º dicembre 1991 su campi in cemento indoor.

## Vincitori

### Singolare
Christo van Rensburg ha battuto in finale  Patrick Baur per 6-4, 7-6.

### Doppio
Alex Antonitsch /  Menno Oosting hanno battuto in finale  Michiel Schapers /  Daniel Vacek per 6-3, 6-2.